# Jacqueline Delubac
Pour les articles homonymes, voir Delubac.
Jacqueline Delubac est une actrice française, née le 27 mai 1907 à Lyon 6e et morte le 14 octobre 1997, à Créteil dans le Val-de-Marne. Elle fut la troisième épouse de Sacha Guitry et l'actrice de onze de ses films. 
À l'écran comme dans la vie réelle, elle est une « gloire » de l'entre-deux guerres. Après avoir abandonné le cinéma et le théâtre en 1951, Jacqueline Delubac devient collectionneuse d'art, où grâce à son sens critique et son « œil » elle acquiert un prestige certain.

## Biographie
Son grand-oncle, Auguste Delubac, est l'inventeur de la soie artificielle. L'artiste peintre Jacqueline Anselme était sa cousine. Ses parents, Jean Marie Henri Basset (1862-1911), industriel lyonnais, et Alice Isabelle Delubac (1878-1961), dont elle a pris le nom, se sont mariés le 9 mai 1902 à Valence où Jacqueline est élevée. 
Elle arrive à Paris à la fin des années 1920 pour prendre des cours de danse et de chant. Elle obtient rapidement quelques petits rôles dans des revues, puis au théâtre et au cinéma et se lie avec Jean Sablon, Marcel Achard, Léon-Paul Fargue.
À l'automne 1931, un de ses amis, Robert Trébor, parle d'elle à Sacha Guitry qui cherche pour sa pièce Villa à vendre une jeune et jolie comédienne capable de jouer avec l'accent anglais. Guitry la convoque, l'engage et lui fait une cour discrète. L'été 1934, Sacha, quitté par Yvonne Printemps, se fait pressant. Le 21 février 1935 elle épouse Guitry qui a 50 ans, soit 23 ans de plus qu'elle. Il annonce leur mariage en déclarant : « J'ai le double de son âge, il est donc juste qu'elle soit ma moitié », rajeunissant légèrement la mariée (Jacqueline prétendra dès lors être née en 1910 et non en 1907).
Guitry fait d'elle une actrice applaudie au théâtre et au cinéma. Elle joue dans vingt-trois pièces de son mari, dix créations et treize reprises, ainsi que dans onze de ses films.
Son charme fait d'elle l'une des Françaises les plus séduisantes de l'entre-deux-guerres. Couverte par son mari de parures et de fourrures des plus grands créateurs, elle est considérée comme l'archétype de la Parisienne raffinée. Le magazine américain Life la classe parmi les cinq femmes les plus élégantes du monde. Le couple divorce le 5 avril 1939.
Elle a une liaison à partir de 1938 avec un homme politique de droite, Jean Goy, avec qui elle vit et qui divorce de son épouse en 1940,.
Après son divorce en 1939, Jacqueline Delubac joue encore dans une dizaine de films de Pabst, Tourneur, L'Herbier et dans quelques pièces de théâtre.
Après la Seconde Guerre mondiale, elle devient la compagne du propriétaire de mines de diamant d'origine arménienne Mihran Garabet Eknayan (1892-1985), qui l'épousera à Neuilly-sur-Seine, le 22 décembre 1981.
Elle abandonne définitivement le cinéma et le théâtre en 1951 et commence à constituer une remarquable collection d'art impressionniste et moderne : Edgar Degas, Auguste Rodin, Auguste Renoir, Édouard Manet, Raoul Dufy, Amedeo Modigliani, Pablo Picasso, Serge Poliakoff, Jean Dubuffet, Georges Rouault, Jean Fautrier, Francis Bacon, etc.
En 1983, elle lègue la plus grande partie de sa collection (35 tableaux ou pastels), au musée des Beaux-Arts de Lyon, sa ville natale.

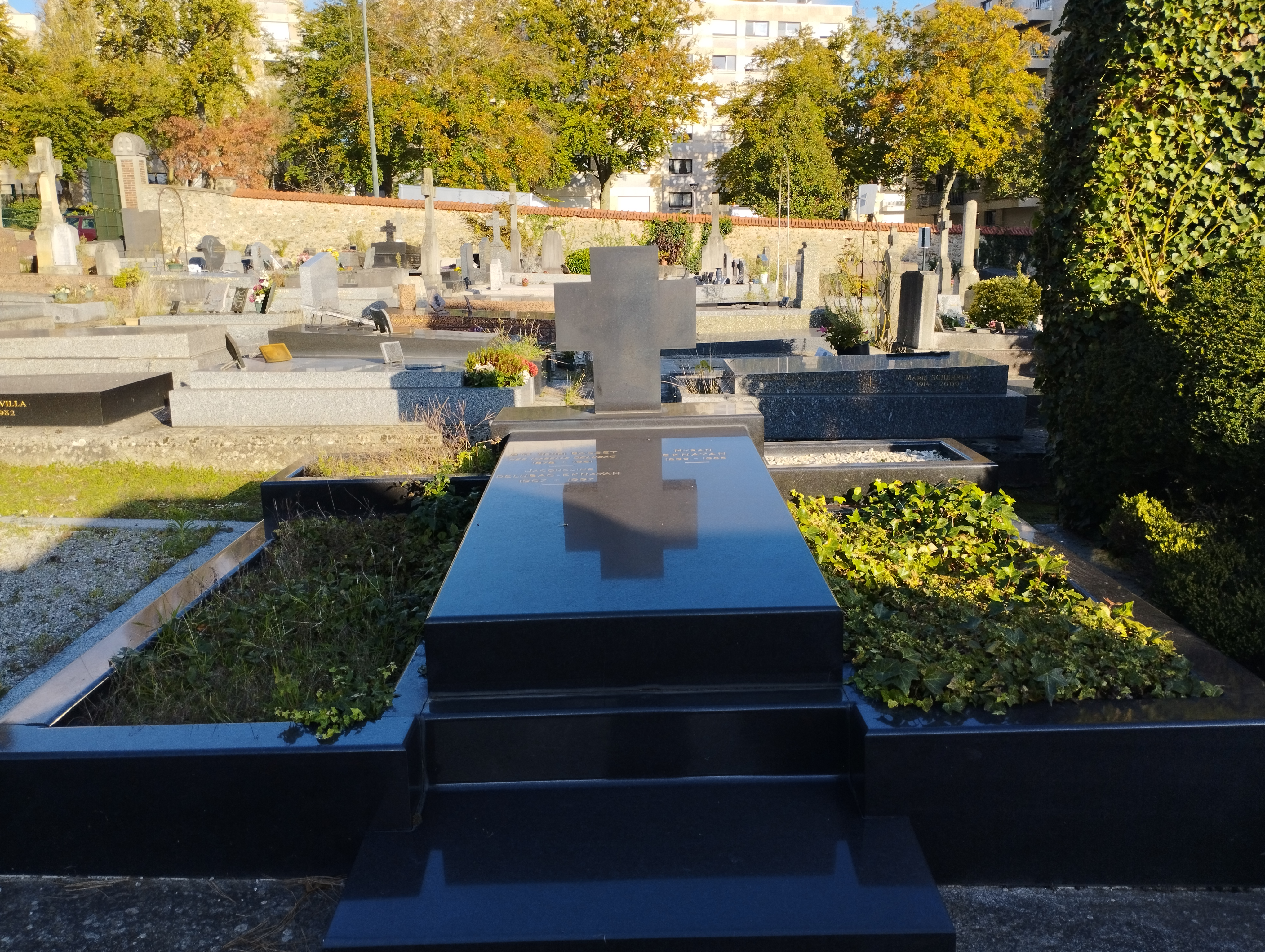
Tombe de Jacqueline Delubac au cimetière de Garches.

Jacqueline Delubac meurt des suites d'un traumatisme crânien le 14 octobre 1997, à l'hôpital Henri-Mondor de Créteil dans le Val-de-Marne, après avoir été heurtée accidentellement par un cycliste. Elle est inhumée avec son mari au cimetière de Garches.
Sa splendide collection personnelle de vêtements, des années 1960 aux années 1990, plus de 600 pièces, a été offerte au musée des Arts décoratifs de Paris.
Le 2 janvier 2015, le musée des Beaux-Arts de Lyon a rendu hommage à Jacqueline Delubac en organisant un bal dans la cour et le parc du Palais Saint-Pierre, reprenant des chansons des revues des années 1930 dont celles de son amie Joséphine Baker, en présence de son amie Maddly Bamy, avec une rétrospective des dons des œuvres qu'elle avait cédées au musée et à la ville de Lyon.

### Collection
Jacqueline Delubac commence sa collection après son divorce de Sacha Guitry en avril 1939. Elle effectue son premier achat à la galerie Louis Carré le 21 décembre 1944. Il s'agit de L'Atelier aux raisins de Raoul Dufy. Un deuxième tableau entre dans sa collection : Poisson sur une assiette (1921) de Pierre Bonnard.
En 1955, Jacqueline Delubac pose pour Bernard Buffet.
En 1956, au cours d'une visite de l'atelier d'Hans Hartung elle fait l'acquisition de T. 1955-33. Lors d'un voyage à New York, elle devient propriétaire d'une toile de Georges Braque datant de 1937 : Femme au chevalet. Elle découvre également Les Deux Femmes au Bouquet (1921) de Fernand Léger à la galerie Perls.
Elle commande en 1959 un nouveau portrait, cette fois à Paolo Vallorz (it).
Dans les années 1980, Jacqueline Delubac se tourne vers les productions de Francis Bacon et acquiert en 1982, à la galerie Claude Bernard à Paris, Carcasse de viande et oiseau de proie (1980). Un deuxième Bacon, Étude pour corrida n°2 (1969), entre dans sa collection en 1989.
Peu après la mort de son second mari, Myran Eknayan, Jacqueline Delubac songe à l'avenir de ses collections. Dans un premier temps, elle pense faire une donation au musée d'Art moderne de la ville de Paris. Mais, par l'intermédiaire de Jean-Hubert Martin, elle rencontre Philippe Durey, directeur du musée des Beaux-Arts de Lyon et envisage alors de léguer la collection impressionniste « Eknayan ». Quelques mois plus tard, une visite est organisée au musée des Beaux-Arts de Lyon et la promesse d'un legs est scellée.
Une partie de sa collection de tableaux (Poliakoff, Fautrier, Laurencin, Rouault, van Dongen, Vieira da Silva, Pignon-Ernest, etc.), estampes modernes (Picasso, Bellmer, Tanguy), bronzes (Rodin, Richier), meubles et objets d'art fut vendue aux enchères publiques à Paris le 16 mars 1998 (catalogue de 46 numéros).

### Citation
« J’ai un bon œil, j’ai eu le bonheur d’avoir un assez bon instinct et d’acheter des peintures de Poliakoff, de Fautrier, de Dubuffet qui étaient peu connus, et j’ai la joie de les avoir acquises quand tout le monde se moquait de moi . »

## Filmographie
- 1930 : Chérie de Louis Mercanton
- 1931 : Une brune piquante de Serge de Poligny (court métrage)
- 1931 : Marions-nous de Louis Mercanton : Simone
- 1933 : Topaze de Louis Gasnier : la jeune secrétaire qui boit
- 1935 : Bonne chance ! de Sacha Guitry : Marie Muscat
- 1936 : Le Roman d'un tricheur de Sacha Guitry : Henriette Gertrude Bled
- 1936 : Mon père avait raison de Sacha Guitry : Loulou
- 1936 : Le Nouveau Testament de Sacha Guitry : Juliette Lecourtois
- 1936 : Faisons un rêve de Sacha Guitry : « Elle »
- 1936 : Poste parisien, premier spectacle de télévision de Maurice Diamant-Berger (court métrage)
- 1937 : Le Mot de Cambronne de Sacha Guitry (moyen métrage) : la servante
- 1937 : Les Perles de la couronne de Sacha Guitry et Christian-Jaque : Françoise Martin, Marie Stuart et Joséphine de Beauharnais
- 1937 : Désiré de Sacha Guitry : Odette Cléry
- 1938 : Quadrille de Sacha Guitry : Claudine André
- 1938 : Remontons les Champs-Élysées de Sacha Guitry : Flora
- 1938 : L'Accroche-cœur de Pierre Caron : Andrée Armand
- 1939 : Dernière Jeunesse de Jeff Musso : Marcelle
- 1939 : Jeunes Filles en détresse de Georg Wilhelm Pabst : Pola d'Ivry
- 1940 : L'Homme qui cherche la vérité d'Alexander Esway : Jacqueline Diel
- 1940 : Volpone de Maurice Tourneur : Colomba
- 1940 : Le Collier de chanvre de Léon Mathot : Lady Gladys Carter-Fawcett
- 1940 : La Comédie du bonheur de Marcel L'Herbier : Anita Château
- 1942 : Fièvres de Jean Delannoy : Édith Watkins
- 1945 : J'ai dix-sept ans d'André Berthomieu : Suzanne
- 1950 : Le Furet de Raymond Leboursier : Madame de Lanier
- 1951 : La vie est un jeu de Raymond Leboursier : Evanella
- 1951 : Les Mousquetaires du roi de Marcel Aboulker et Michel Ferry (film inachevé)

## Théâtre
- 1929 : Au temps de Gastounet, revue de Rip, Théâtre des Bouffes-Parisiens
- 1929 : Vive Leroy opérette d'Henri Géroule[11] et René Pujol, musique Fred Pearly[12] et Pierre Chagnon[13], mise en scène Harry Baur, Théâtre des Capucines
- 1930 : Étienne de Jacques Deval, Théâtre Saint-Georges.
- 1931, Villa à vendre de Sacha Guitry, Théâtre de la Madeleine
- 1933 : Mon Double et ma moitié et Châteaux en Espagne de Sacha Guitry, Théâtre des Variétés
- 1934 : Le Nouveau Testament de Sacha Guitry, mise en scène de l'auteur, Théâtre de la Madeleine et Son Père et lui, Grand-Théâtre de Lyon
- 1936 : Le Nouveau Testament, Geneviève, Le Mot de Cambronne de Sacha Guitry, Théâtre de la Madeleine
- 1936 : Le Mot de Cambronne de et mise en scène Sacha Guitry, Théâtre de la Madeleine
- 1936 : La Fin du monde de Sacha Guitry, Théâtre de la Madeleine
- 1937 : Quadrille de Sacha Guitry, Théâtre de la Madeleine
- 1938 : Un monde fou de et mise en scène Sacha Guitry, Théâtre de la Madeleine
- 1938 : Le Comédien de et mise en scène Sacha Guitry, Théâtre de la Madeleine
- 1946 : Tous les deux de Michel Dulud, mise en scène Aimé Clariond, Théâtre des Célestins
- 1947 : Tous les deux de Michel Dulud, mise en scène Aimé Clariond, Théâtre Antoine
- 1947 : Je vivrai un grand amour de Steve Passeur, Théâtre des Mathurins
- 1951 : Je vivrai un grand amour de Steve Passeur
- 1952 : La Parisienne de Henry Becque

## Publication
- Jacqueline Delubac, Faut-il épouser Sacha Guitry ?, mise en « scènes » Robert Yag, Julliard, 1976  (ISBN 2260000282)

## Distinctions

### Décorations
- Commandeur de l'ordre des Arts et des Lettres Elle est faite commandeur lors de la promotion du 30 mai 1996[14].